# Színvisszaadás
A színvisszaadás alatt, valamely fényforrás sugárzásának azt a hatását értjük, hogy a fényével megvilágított tárgyak színe megváltozik ahhoz képest, amikor ugyanezen tárgyakat valamely referenciasugárzóval világítjuk meg. A megállapodás szerinti referenciasugárzóval észlelt színhez képest tapasztalt színeltolódás mértéke a színvisszaadás.
A színvisszaadás a fényforrás intenzitásának spektrális eloszlásától, a megvilágított tárgyak spektrális reflexiójától és a szem színi áthangolódásának mértékétől függ. A színi áthangolódás alatt a szemnek azt a tulajdonságát értjük, hogy az akromatikus ingert a mindenkori megvilágítás színétől függően eltolva érzékeli. A rózsaszínes alkonyi fénnyel megvilágított meszelt falat fehérnek érzékeljük, jóllehet fizikai jellemzői alapján rózsaszínűnek kellene látnunk.
A színvisszaadási index, röviden 'CRI' (Color Rendering Index) vagy 'Ra', a fényforrás azon képességét méri, hogy különféle tárgyakat megvilágítva vele, mennyire képes azok színét visszaadni.
Ennek a nehezen számszerűsíthető értéknek mérési módszerét a Nemzetközi Világítástechnikai Bizottság (CIE) szabványosította. Habár ez egy elfogadott, objektív index, nem minden fényforrás és beállítás esetén korrelál az színvisszaadás-érzettel. Ezért ezt az adatot inkább csak tájékoztató jellegűnek tekintik.
A legjobb elérhető visszaadási értéket 100-nak definiálták, míg a leggyengébbet 0-nak.
Például egy kisnyomású nátriumlámpa, aminek fénye monokromatikus a színvisszaadása közel 0. Ezzel szemben egy izzólámpáé, aminek a spektruma lényegében a feketetest-sugárzáséval egyezik meg, közel 100.
A CRI számításának módszere a kérdéses és egy tökéletesnek tekintett fényforrás összehasonlításán alapul. A tökéletes fényforrás egy a vizsgált fényforrással megegyező színhőmérsékletű feketetest-sugárzó, illetve 5000K-nél magasabb színhőmérsékletű fényforrásoknál szimulált napfény.
Mindkét fényforrással megvilágítanak 8 (speciális fényforrásoknál 14) szabványos színmintát.
A nyolc mintát 1964-es W*U*V* színtérben ábrázolják, így kapnak 8 {\displaystyle [W_{i},U_{i},V_{i}]} a vizsgált fényforrásra és 8 darab {\displaystyle [W_{i0},U_{i0},V_{i0}]} számhármast a referencia-fényforrásra, ahol i a minta száma.
Ebből meghatározzák az egyes vizsgált minták eltérését a referenciamintákétól, :{\displaystyle \Delta E_{i}={\sqrt {(U_{i}-U_{i0})^{2}+(V_{i}-V_{i0})^{2}+(W_{i}-W_{i0})^{2}}}\,}
majd az egyes minták színvisszaadási indexét ({\displaystyle R_{i}})
{\displaystyle R_{i}=100-4,6\Delta E_{i}\,}
A 4,6-os szorzót úgy választották meg, hogy a meleg fehér tallium lámpa 50-es átlagot adjon. Megjegyzendő, hogy egyes fényforrások, bizonyos mintákon negatív színvisszaadást produkálhatnak.
Végül az egyedi indexeket átlagolják.
{\displaystyle R_{a}={\frac {1}{8}}\sum _{i=1}^{8}R_{i}}
Színvisszaadási index besorolása
| Kategória | Ra      | Színlátás | Példák                                  |
| --------- | ------- | --------- | --------------------------------------- |
| 1 A       | >90     | kiváló    | Izzólámpák, többsávos fénycsövek        |
| 1 B       | 80...90 | kiváló    | Fémhalogénlámpák ritkaföldfém-adalékkal |
| 2 A       | 70...80 | jó        | De luxe fénycsövek, fémhalogénlámpák    |
| 2 B       | 60...70 | jó        | Deluxe fénycsövek, fémhalogénlámpák     |
| 3         | 40...60 | közepes   | Higanylámpák                            |
| 4         | <40     | gyenge    | Nagynyomású nátriumlámpák               |

A színvisszaadás jelenlegi értékelési módszerének javítása várható a következő szempontok alapján:
Törekednek arra, hogy a referenciasugárzók számát csökkentsék, esetleg színhőmérséklet-tartományonként egy-egy referenciasugárzóra.
Ennek feltétele olyan színi áthangolódási formula bevezetése, amely viszonylag nagy színkülönbségek esetében is érvényes.
A fényforrások alkalmazásánál általában elegendő az adott feladatra előírt kategória szerint kiválasztani a megfelelő színvisszaadású és hatásfokú típust. Speciális feladatok esetében egyes fontos egyedi színvisszaadási indexek értékét különös figyelemmel kell kísérni - pl. kórházvilágításnál az emberi bőr színének helyes megítélése alapvető fontosságú.

## Lásd még
- Színhőmérséklet és korrelált színhőmérséklet

## Külső hivatkozások
- CRI számítási formula